# Episteira mouliniei
Episteira mouliniei är en fjärilsart som beskrevs av Legrand 1971. Episteira mouliniei ingår i släktet Episteira och familjen mätare. Inga underarter finns listade i Catalogue of Life.